# Beleggers Belangen
Beleggers Belangen is een wekelijks verschijnend Nederlands magazine en een website met actuele informatie voor particuliere beleggers.

## Inhoud
Beleggers Belangen biedt onder meer:
- Een wekelijks magazine
- Beleggingsadvies van experts
- Adviezen en tips over aandelen, beleggingsfondsen, opties, ETF's, obligaties, grondstoffen en valuta’s
- Online toegang tot meer dan 70 artikelen per week, opleidingen en een forum
- De wekelijkse podcast Voorkennis

## Geschiedenis
Het blad is in 1957 begonnen als het officiële orgaan van de Vereniging van Fondsenhouders, van de Vereniging Effectenbescherming (thans Vereniging van Effectenbezitters) en van de Nederlandse Vereniging van Obligatiehouders.
Het werd uitgegeven bij Koninklijke Drukkerijen Roelants-Schiedam waar de toenmalige directeur H.A.M. Roelants zich in het naoorlogse Nederland toelegde op het uitgeven en drukken van tijdschriften.
Het blad kwam door verkoop van voornoemd bedrijf in 1970 in handen van Nijgh & Van Ditmar. In 1981 splitste Nijgh & Van Ditmar zich in tweeën. De drukkerijactiviteiten werden losgekoppeld van de uitgeefactiviteiten, die werden voortgezet in de naamloze vennootschap Nijgh Periodieken B.V.
Weekbladpers B.V.  acquireerde drie jaar later (in 1984) Nijgh Periodieken en verkocht een aantal titels door aan Bonaventura, een dochteronderneming van Uitgevers-Maatschappij Elsevier. Naast Beleggers Belangen kwamen onder andere ook de bladen Geld Gids en Geldactief in handen van Bonaventura. In 1995 gaat het blad Financieele Koerier op in Beleggers Belangen. Door samenvoeging van Bonaventura en Misset ontstond in 1997 Elsevier Bedrijfsinformatie (later Reed Business). In 2016 verkocht dat de titel aan de nieuw opgerichte uitgeverij ONE Business, een dochter van New Skool Media. New Skool Media werd in 2022 gekocht door uitgeverij Roularta, waarmee Beleggers Belangen in Belgische handen kwam.
De hoofdredacteur van het tijdschrift is Johan Brinkman. Hij bekleedt deze functie sinds april 2009. 

## Oplage
| Jaar | Betaalde gerichte oplage | Totaal verspreide oplage |       |
| ---- | ------------------------ | ------------------------ | ----- |
| 2004 | 22.297                   | 23.372                   | [ 2 ] |
| 2006 | 20.173                   | 24.941                   | [ 3 ] |
| 2007 | 18.591                   | 19.238                   | [ 4 ] |
| 2011 | 10.585                   | 11.290                   | [ 5 ] |
| 2012 | 9.881                    | 11.344                   | [ 6 ] |
| 2022 | 5.120                    | 5.221                    |       |